# Gare de Berlin-Kaulsdorf
La gare de Berlin-Kaulsdorf est une gare ferroviaire à Berlin desservie par le S-Bahn. La station se trouve dans le quartier de Kaulsdorf, à la ligne de Prusse-Orientale.

## Histoire
La gare de Caulsdorf est mis en fonctionnement le 25 août 1869, deux ans après l'ouverture de la ligne de Prusse-Orientale entre Berlin et Küstrin. La ligne qui relie la station au dépôt de Berlin-Rummelsbourg à la ligne de Berlin à Wrocław, la « liaison de Kaulsdorf » (VnK) reliant le trafic local et lointain sur la Stadtbahn de Berlin ouvre en 1901. 

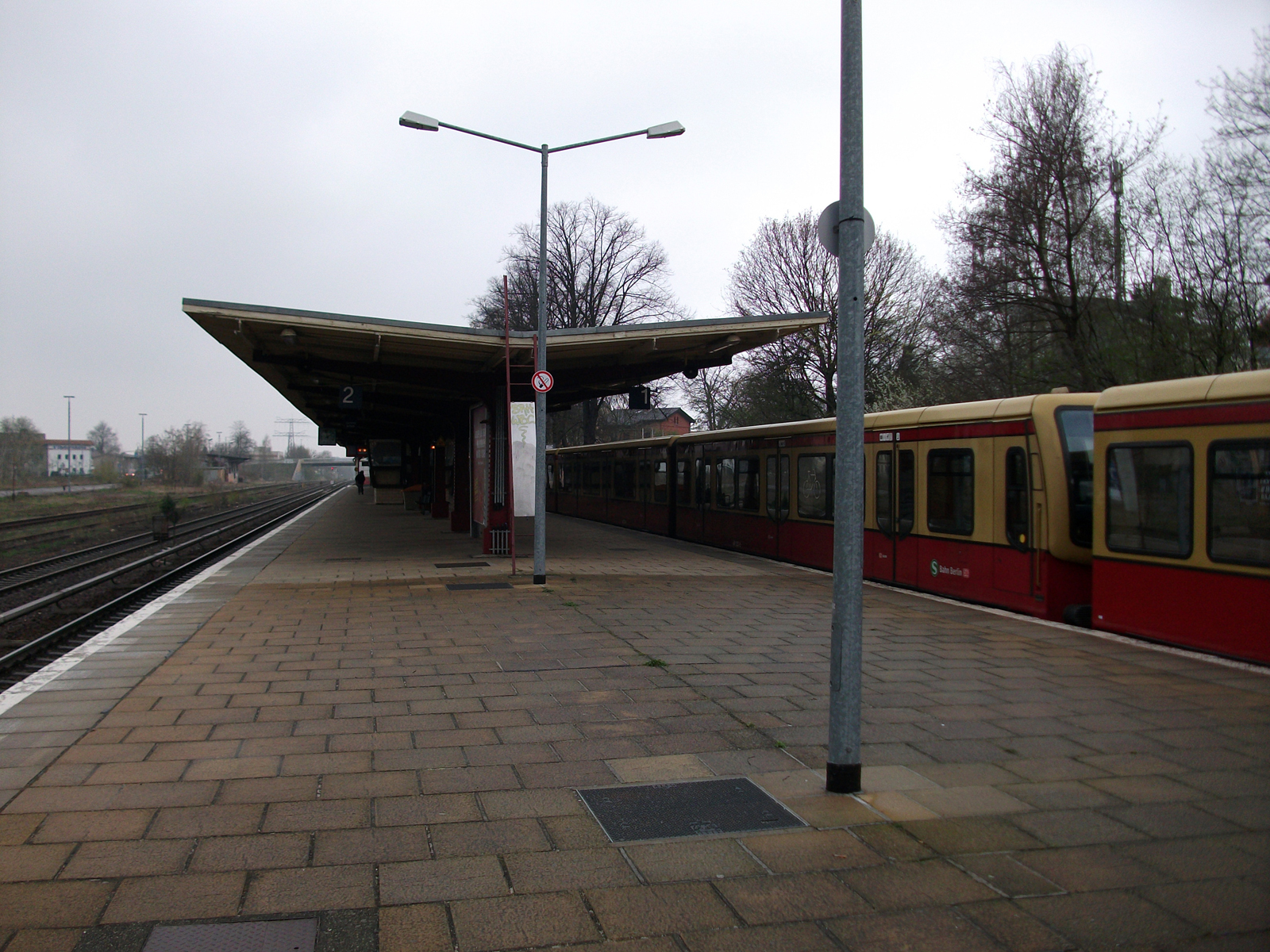
Le quai du S-Bahn.

Du côté sud de la voie ferrée, on bâtit en 1927 un relais électrique en style modern, œuvre de l'architecte Richard Brademann (1884–1965). Le 6 novembre 1928, l'électrification de la ligne arrive à Kaulsdorf puis le 15 décembre 1930 à Berlin-Mahlsdorf (de). En 1941, le trafic de marchandises en direction de Berlin-Lichtenberg est séparé de la S-Bahn et mis sur ses propres voies.
Après la Seconde Guerre mondiale, il y a pendant quelques mois en 1948 des services suburbains sur la liaison de Kaulsdorf et la grande ceinture de trafic de marchandises (Güteraußenring) jusqu'à la gare de Berlin-Grünau. En même temps, l'électrification s'étend à Fredersdorf (en 1947) et à Strausberg (en 1948). La partie orientale entre la liaison de Kaulsdorf et la grande ceinture est fermée en 1978, à la place il y a une voie pour la ligne 5 du métro pour atteindre la ligne de Prusse-Orientale à la gare de Berlin-Wuhletal.
Le 1er mai 2009, une roue d'un S-Bahn autorail de la Deutsche Bahn série 481 se brise à l'entrée de la gare. L'Office fédéral des chemins de fer (EBA) a ainsi révélé de nombreux problèmes de maintenance qui ont pour conséquence des restrictions massives du trafic ferroviaire.

## Service des voyageurs

### Desserte
Berlin-Kaulsdorf est desservie par la ligne 5 du S-Bahn de Berlin.

### Intermodalité
La gare a des correspondances avec les lignes de bus 197, 269 et 399 de la Berliner Verkehrsbetriebe (BVG) et le bus de nuit N95.